# Bibliographie sur le Venezuela
Cet article présente une bibliographie thématique sur le Venezuela.

## Ouvrages généraux
- Michel Pouyllau, Le Venezuela, Paris, Karthala, 1992, 221 pages.

## Géographie
- Isbelia Sequera Tamayo, Géographie économique du Venezuela, L'Harmattan, 1997, 230 pages  (ISBN 2-7384-5209-4)
- Jean-Marc Fournier, L'autre Venezuela de Hugo Chavez. Boom pétrolier et révolution bolivarienne à Maracaibo, Karthala, 2010, 300 pages,  (ISBN 978-2811103101)

## Histoire
- Bernard Marchand, Venezuela. Travailleurs et villes du Venezuela, Paris, Institut des hautes études de l'Amérique latine, 1971
- Carmen Bohorques, Francisco de Miranda, précurseur des indépendances de l'Amérique latine, Paris, L'Harmattan, 1998 ;
- Véronique Hebrard, Le Venezuela indépendant. Une nation par le discours 1018-1830, Paris, L'Harmattan, 1996, 462 pages ;
- Frédérique Langue, Histoire du Venezuela, L'Harmattan, 1999, 400 pages,  (ISBN 2-7384-7432-2) ;
- Frédérique Langue, Hugo Chavez et le Venezuela, L'Harmattan, 2002, 240 pages,  (ISBN 2-7475-2253-9) ;
- Cacarriolo Parra Perez, Miranda et la Révolution française, Caracas, Editions du Banco del Caribe, 1989, 474 pages ;

## Récits
- Alain Couturier, Venezuela: an I de la Révolution - Journal d'un bourgeois de Caracas sous la Révolution, Publibook, 2008, 259 pages